# Grodås
Grodås är en tätort och kyrkby i Volda kommun i Møre og Romsdal fylke i västra Norge. Orten ligger där Europaväg 39 möter fylkesväg 60, vid östra änden av Hornindalsvatnet. Här finns Hornindals kyrka.
Orten utgjorde tidigare centralort i dåvarande Hornindals kommun.

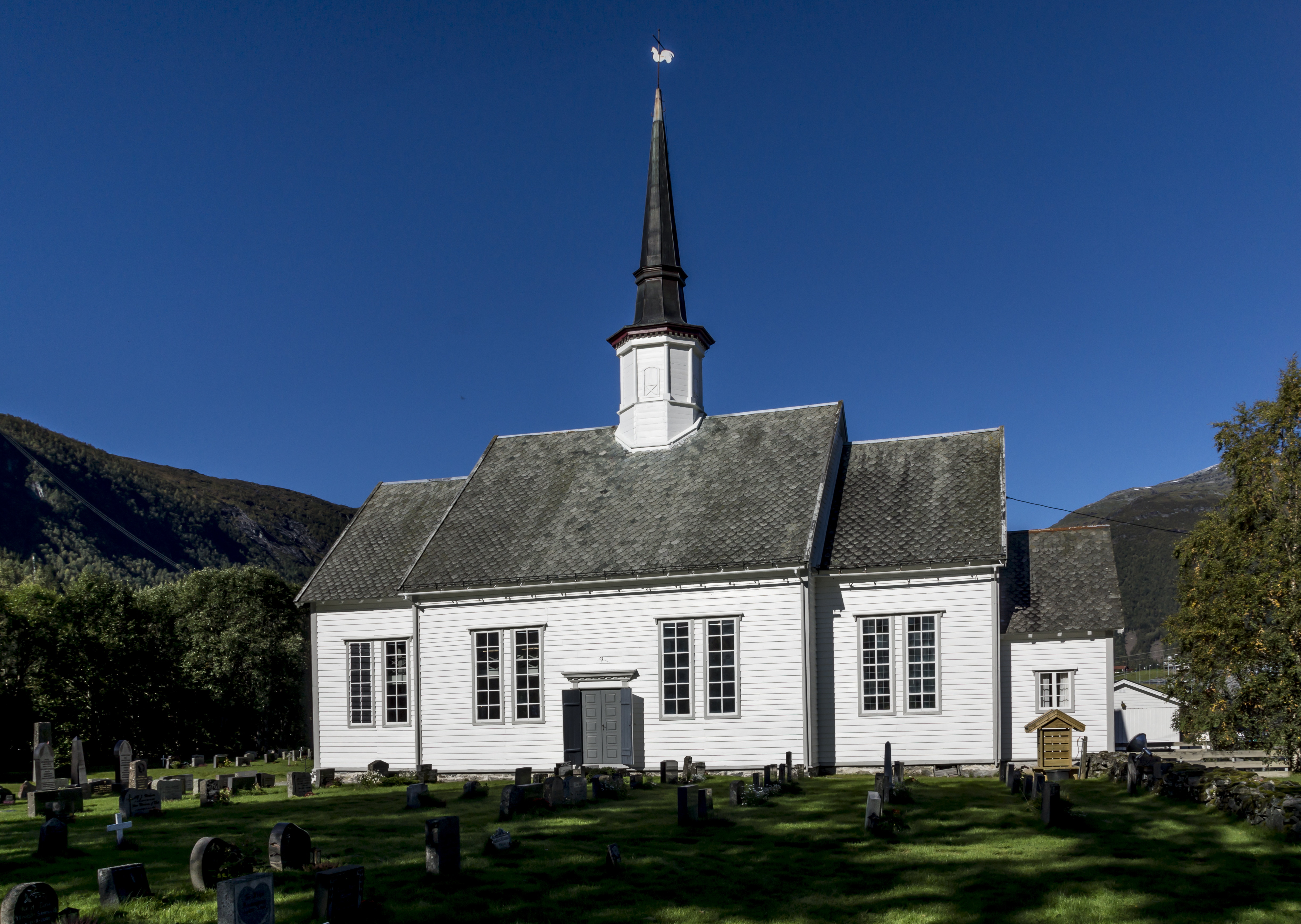
Hornindals kyrka.